# Agneta Matthes
Agneta Wilhelmina Johanna van Marken-Matthes (4 de octubre de 1847-5 de octubre de 1909) fue una empresaria holandesa. Ella y su esposo Jacques van Marken estuvieron involucrados en la fabricación de levadura durante toda su vida, y se involucraron en el movimiento cooperativo, cuidando de sus trabajadores. Matthes y Van Marken crearon viviendas para los trabajadores en su ciudad natal, Delft, en el sur de Holanda, y la llamaron Agnetapark en su honor. Estos se consideran un modelo para el desarrollo cooperativo y la construcción de ciudades jardín (comunidades autónomas) para trabajadores. Matthes fundó y dirigió una fábrica de perfumes en Delft, Maison Neuve, para aprovechar un subproducto de la fábrica de levadura.

## La vida

### Familia e infancia
Agneta Wilhelmina Johanna Matthes nació el 4 de octubre de 1847 en Ámsterdam, Países Bajos.  Agneta Matthes era hija de Jan Willem Frederik Matthes, un agente de seguros. Ella y su hermana, Sara Elizabeth Marken-Matthes (1849–1902), crecieron en circunstancias de clase media alta.  Matthes aprendió en privado y pasó de 1862 a 1864 en Utrecht en un internado. Cuando regresó a Amsterdam, estudió piano y danza, y tomó clases de arte e instrucción religiosa. La hermana de Matthes, Sara Elizabeth, conocida cariñosamente como Nora, se casó con el político sionista Arnold Kerdijk (1846-1907), el fundador de la Liga Democrática de Pensamiento Libre, en 1876. Fue miembro de la Cámara de Representantes de los Países Bajos entre 1877 y 1901. Sara Elizabeth y Arnold vivían en Spoorsingel en Delft y tenían cuatro hijos.

### Casamiento

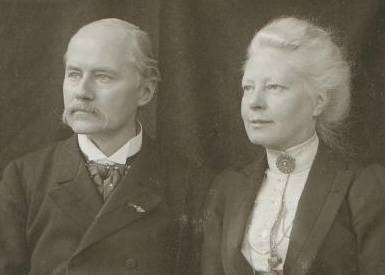
La pareja en 1890

En 1865, Agneta conoció a Jacob Cornelis van Marken que estudiaba tecnología y sociología en la Escuela Politécnica de Delft, precursora de la Universidad Tecnológica de Delft . Durante sus estudios realizó un viaje de estudios a Austria-Hungría y encontró un nuevo método de producción de levadura que lo fascinó. Más tarde, cuando escuchó a un panadero en Delft quejarse de la calidad variable y la escasa disponibilidad de levadura en los Países Bajos, recordó el método que aprendió durante su gira y decidió producir levadura de panadería industrial.
El 7 de octubre de 1869, la pareja se casó justo antes de que abriera la primera fábrica de levadura en los Países Bajos, la Nederlandsche Gist & Spiritusfabriek NV . La fábrica es ahora parte de la empresa química multinacional Koninklijke DSM.

Su matrimonio se registró en el registro de población de Delft el 10 de noviembre de 1869. Su primera casa fue un apartamento modesto en un canal, pero después de eso se mudaron con frecuencia. Todas sus casas siguen en pie y todas están clasificadas como edificios históricos. Su última casa, a la que se mudaron el 3 de junio de 1885, fue una villa en Agnetapark, Delft . Cuando Matthes se enteró de que su matrimonio no tendría hijos, decidió dedicar su vida al negocio y la carrera de su esposo, y participó en la operación de establecimiento y administración. Ella acompañaba a su esposo a la fábrica todos los días, teniendo su propia oficina. Matthes y van Marken mantuvieron un estrecho contacto con los empleados de la fábrica y sus familias, lo que atrajo el sentido de comunidad de la pareja; querían ser parte "de un todo más grande". Agneta Matthes compartía la fe en el progreso de su marido y ambos promovían el desarrollo personal de sus empleados. 

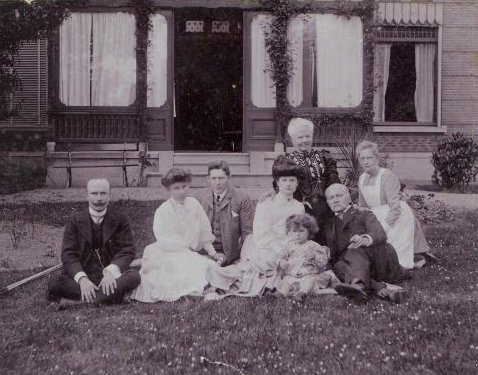
La pareja van Marken 1904, con familia extensa que incluye a los hijos ilegítimos de Jacques van Marken. De izquierda a derecha: Jacob Cornelis Eringaard (hijo), Clara Eringaard (hija) con su esposo, EJW Johanknegt (esposa de Cornelis), Erry Anna Eringaard (hija), Agneta van Marken-Matthes, Jacques van Marken y una niñera desconocida

En 1886 Agneta Matthes encontró una carta de Maria Eringaard solicitando la pensión alimenticia que debía por sus hijos, lo que llevó a Matthes a descubrir que su esposo había iniciado una relación con Eringaard cuando ella tenía 15 años, y que tuvo cuatro hijos con ella. Matthes resolvió los problemas financieros discretamente. No le dijo a van Marken que sabía sobre el asunto hasta 1889, cuando Eringaard murió de tuberculosis, al igual que dos de sus hijos.
Van Marken y Matthes cuidaron de los tres niños sobrevivientes, Cornelis, Clara, ambos adolescentes, y Anna, una niña pequeña. Oficialmente eran niños adoptivos. Con el consentimiento de Matthes, van Marken planeó adoptarlos, pero su padre religioso vetó la adopción. Jacob Cornelis Eringaard, el hijo ilegítimo mayor de van Marken, luego dirigió Gist & Spiritusfabriek y persiguió los intereses sociales de su padre y su esposa. La hija de Jacob Cornelis, Erry Anna Eringaard, se casó en 1932 con el diplomático y editor Daniel Johannes von Balluseck (1895–1976).

## Actividades y servicios

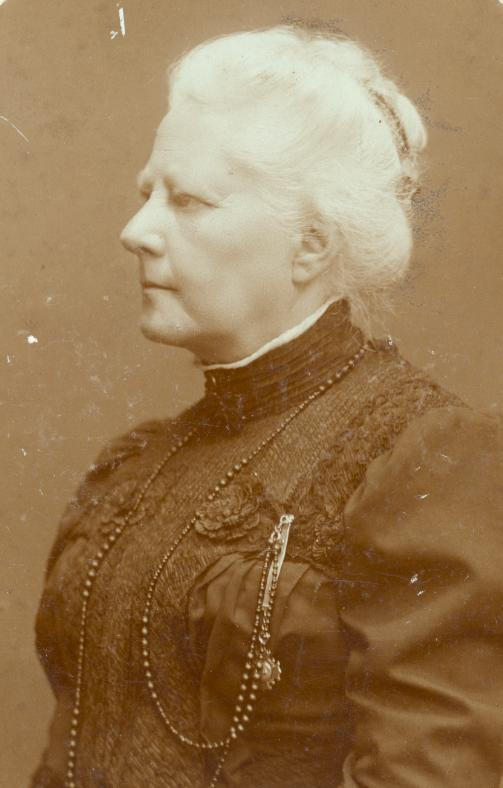
Agneta Mathes en 1900

Debido a que legalmente, las mujeres casadas debían contar con la aprobación de sus maridos para hacer negocios, Agneta Matthes actuó "en nombre y representación" de su marido. Existen extensos registros de las empresas comerciales y la carrera de Jacques van Marken, mientras que solo unas pocas fuentes mencionan las actividades de Matthes. No está claro, por lo tanto, hasta qué punto Agneta fue responsable de las ideas. Ella tenía el control operativo de la fábrica de perfumes, Maison Neuve. Realizó un análisis empírico de las necesidades de vivienda de 48 familias trabajadoras, equipó significativamente a Agnetapark e influyó al menos durante los primeros años en la gestión de las otras empresas de su marido, especialmente en cuestiones de personal.
En 1873, Agneta Matthes fundó su propio negocio, la fábrica de perfumes de Delft, Maison Neuve, donde su marido actuó pro forma como propietario por cuestiones legales. La fábrica utilizó el subproducto de etanol de la producción de levadura de Gist & Spiritusfabriek .
Agneta se concentró en la fábrica de perfumes en los años siguientes y colaboró con el fabricante de porcelana de Delft De Koninklijke Porceleyne Fles, que creó frascos de perfume para sus productos. Participó en exposiciones internacionales, donde su marca de perfumes, PMN (Parfumerie Maison Neuve), ganó varios premios y obtuvo reconocimiento para su empresa. Ganó la medalla de bronce de 1878 en la Exposición Universal de París. En Australia, sus perfumes ganaron el primer premio en la feria internacional de perfumes. Vendió la empresa en 1886 con beneficios.
En 1883, la pareja se interesó por la margarina, una industria joven en ese momento. Con capital privado y un legado de la madre de Matthes, fundaron la Nederlandsche Oliefabriek NV y construyeron una fábrica al lado de la fábrica de levadura. En 1885, se hicieron cargo de Delftse Lijm & Gelatinefabriek NV . Jacques van Marken actuó oficialmente como único gerente. Para operar una cooperativa de compras en Agnetapark, fundaron la Cooperativa Winkelvereeniging en 1873. En 1892 también fundaron una imprenta, que ahora es propiedad de Koninklijke Drukkerij GJ Thieme . La pareja siguió la misma política de personal que en Gist & Spiritusfabriek. En 1878, establecieron el primer comité de empresa de los Países Bajos, llamado "de Kern" (el núcleo). En el apogeo de su éxito en 1885, cuando empleaban a aproximadamente 1.250 empleados, sus empresas se conocían colectivamente como Delftsche Nijverheid (Industria de Delft). 

## Diario de fábrica
El 24 de junio de 1882 se publicó el primer número de un periódico interno de la fábrica, llamado Fabrieksbode ("mensajero de la fábrica"). Fue la primera revista de ese tipo en el mundo.  Agneta ayudó a su esposo con otras publicaciones, como su libro de 1881, La question ouvrière à la fabrique néerlandaise de levure et d'alcool. Essai de solution pratique (El problema laboral en la fábrica holandesa de levadura y alcohol. Intento de solución práctica), y otro en 1894, L'Organisation Sociale dans l'industrie (El sistema social en la industria), que se imprimió en dos ediciones y se tradujo al inglés y al alemán. Se desconoce el alcance total de la participación de Matthes, pero ciertamente estuvo a cargo de las traducciones. 

## Bienestar Social

### Agnetaparque

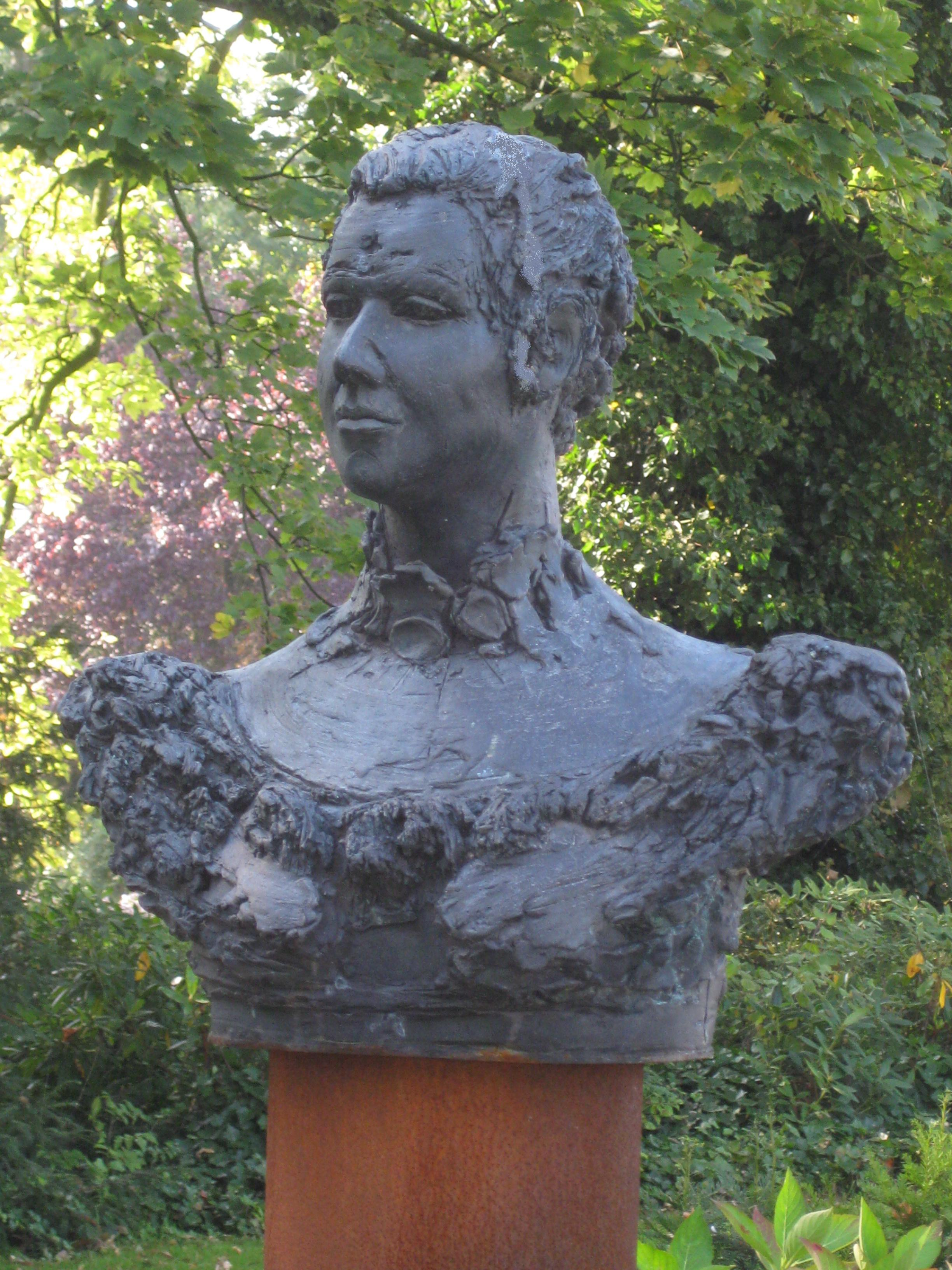
Busto de Matthes en el Agnetapark en Delft

En 1881 la pareja comenzó a trabajar en un barrio de viviendas para sus trabajadores que seguía los principios del movimiento de la ciudad jardín. Con el apoyo financiero de la madre de Matthes, compraron un terreno de 4 hectáreas (9,9 acre) por 16.000 florines. en Hof van Delft, entonces una aldea rural escasamente poblada fuera de los límites de la ciudad de Delft. De 1882 a 1884, el área se desarrolló al estilo de un jardín paisajista inglés según los planos del arquitecto paisajista Louis Paul Zocher, hijo de Jan David Zocher . Eugene Cowl, arquitecto, diseñó 48 casas adosadas, otros edificios y una villa para Matthes y van Marken. La instalación recibió el nombre de Agnetapark, en honor a su fundador. El parque residencial presentaba apartamentos individuales de varios pisos con entradas privadas, baños privados y áreas de jardín privadas. Matthes y van Marken establecieron una corporación para el desarrollo del asentamiento y entregaron el parque a sus trabajadores en 1870 como cooperativa, para evitar la especulación.
Después de la muerte de Matthes y van Marken, el parque se convirtió gradualmente en una zona residencial deseable. En 1931, la villa, Rust Roest, que había estado vacía durante mucho tiempo, se convirtió en una escuela. Fue demolido en 1981. Desde 1989, el parque está catalogado como Patrimonio Cultural.

### Ciudadanía corporativa
En 1871, van Marken fue nombrado secretario de Vereeniging van het Volksonderwijs bevordering dead (Asociación para el Avance de la Educación Pública), después de lo cual Agneta Matthes visitó regularmente las escuelas de caridad y se involucró en la mejora de su situación.
En 1880, la pareja fundó un plan de seguro médico para panaderos. Este seguro también fue el primer paso hacia pensiones reguladas. El seguro en caso de accidentes de trabajo se estableció en 1884. 